# Bastardilla (artista urbana)
Bastardilla (Bogotá, c. 1985) es un artista urbano y de grafiti colombiano, conocido por sus murales.

## Trayectoria

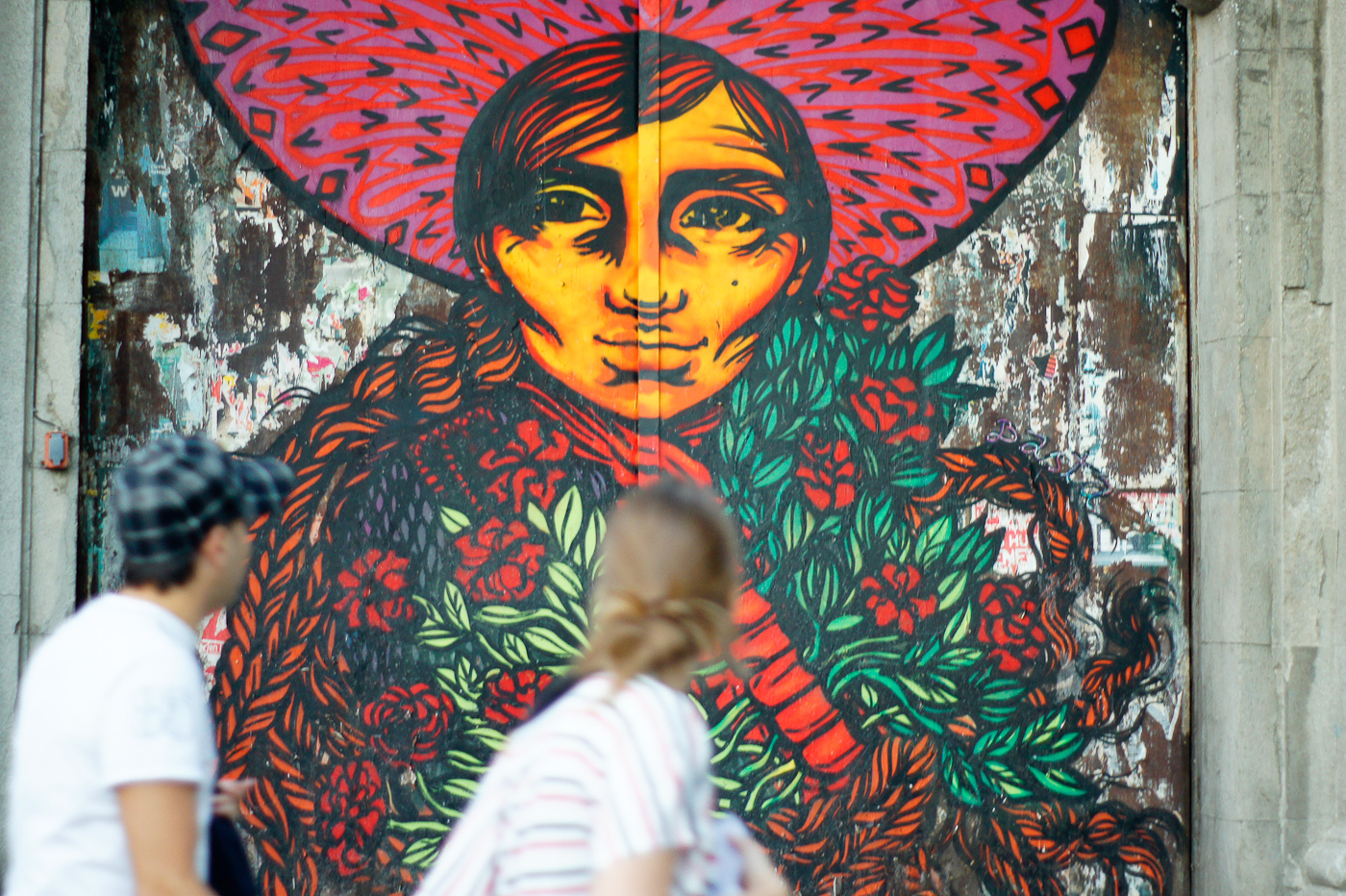
Mural de Bastardilla en la Fábrica de Tabacos, glorieta de Embajadores, Madrid, España.

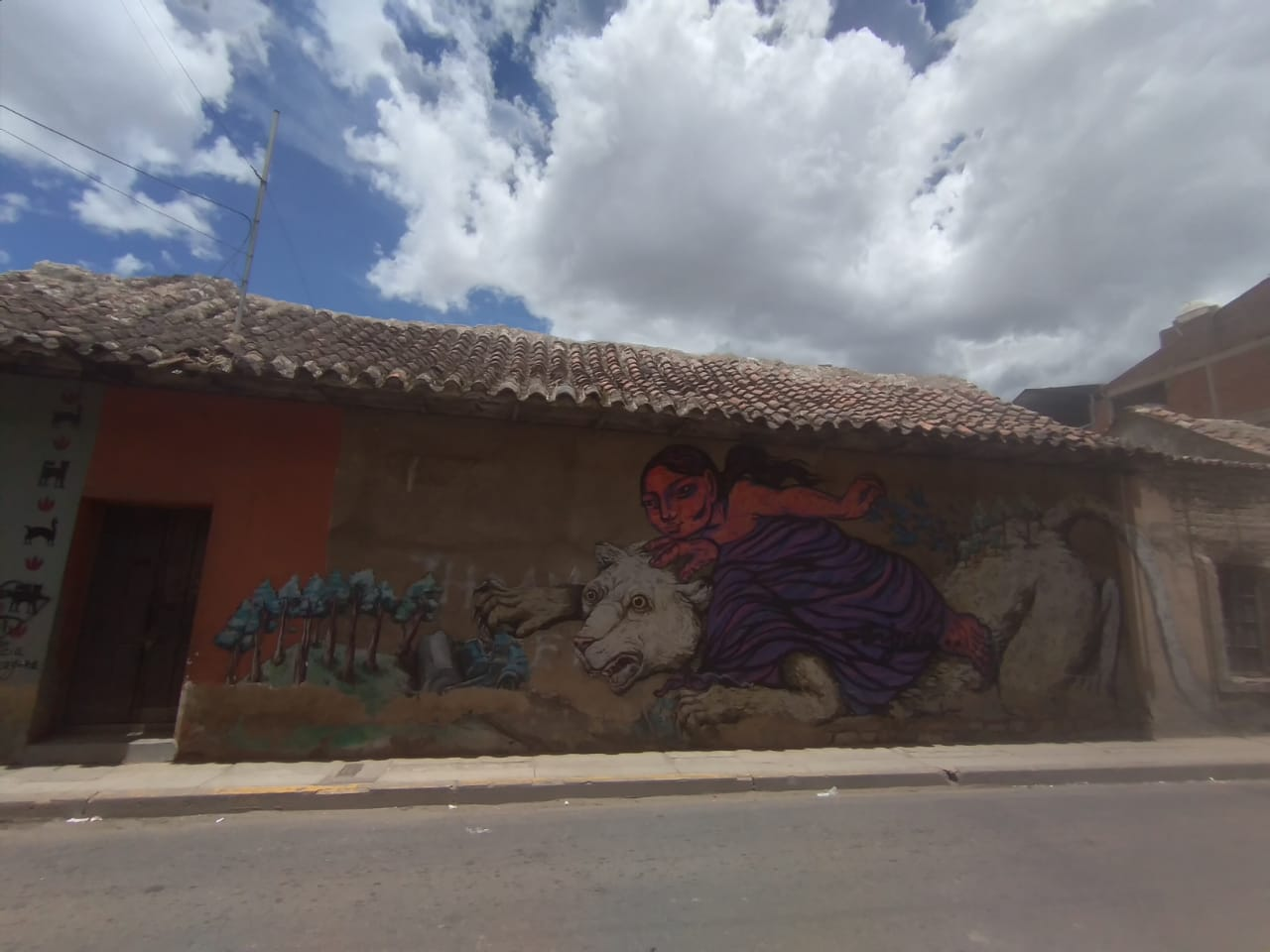
Mural de Bastardilla en torno del conflicto del TIPNIS en Bolivia en referencia también a la destrucción de la naturaleza

Bastardilla nació a mediados de la década de los años 80 del siglo XX en Bogotá, Colombia. Prefiere el anonimato al igual que otros artistas callejeros como Banksy. Comenzó a utilizar su seudónimo Bastardilla en 2005, en alusión a lo bastardo o ilegítimo, a los lugares vulnerables y marginados que se caracterizan también por su constante resistencia. Bastardilla también es el término que se refiere a un estilo de tipografía en el que los caracteres se encuentran inclinados.
Bastardilla pintó su primer mural mientras trabajaba como decoradora, pintando casas y en 2005 inició su trayectoria como artista urbana. Sus obras se caracterizan por su detallismo y colores llamativos y brillantes, con predominancia de uno de ellos sobre el conjunto que canaliza toda la energía de la pieza. El dinamismo de sus obras simula un estilo impresionista.
En sus murales aborda el feminismo, la violencia contra la mujer, la pobreza, la naturaleza, y los problemas de la sociedad indígena. Suele representar a mujeres fuertes de la vida sociocultural y política colombiana, a la vez que reivindica sus raíces indígenas. Las miradas de sus personajes simbolizan la naturaleza frágil y mortal del ser humano. Los grafitis de Bastardilla suelen incluir una crítica a la globalización y el capitalismo por su actuación en contra del entorno natural y su conservación.
Sus murales se pueden encontrar principalmente en los barrios más pobres de países como Colombia, Paraguay, Portugal, España, Estados Unidos de América, Holanda, Bolivia o Reino Unido, entre otros. Bastardilla viajó por diferentes puntos de América del Sur y Europa con el muralista italiano Ericailcane, creando murales en su recorrido.
Bastardilla forma parte de un movimiento de grafiteras colombianas que surgió a finales de los años 90 del siglo XX en Bogotá, Cali y Medellín, entre las que también se encontraban Fear First, Lili Cuca, Era, Mela, Pecas, Missy y Gleo. Durante dos años formó parte del colectivo APC, con más de 50 miembros repartidos por todo el mundo de disciplinas como el grafiti, la gestión cultural, la producción audiovisual o la música. En 2007, Bastardilla coincidió en el colectivo APC con Stinkfish, Zas, Aeon, Malk y Buytronick.
En 2012, Bastardilla participó en el evento de arte urbano del Cerro Polanco de Valparaíso, Polanco Graffestival. En 2017, en el marco del festival La Ola Urbana, Bastardilla participó en la Bienal de Arte Urbano junto con los artistas bolivianos como Puriskiri, Oveja, Rever-t, El Art y DIE77, los chilenos Watanaz y Samir, el venezolano Nicolás Alfalfa y el peruano Ruta Mare. Ese mismo año, participó en el festival de arte urbano Desorders Creativas, celebrado en Galicia, junto a los españoles Xoana Almar, SpY urbanart, Saturnoart y Carlos Goma y el italiano Ericailcane.

## Reconocimientos
Es una de las artistas urbanas incluidas en el documental Défense d'afficher dirigido por Sidonie Garnier, François Le Gall y Jeanne Thibord sobre el movimiento internacional del arte urbano.
Su trabajo fue el primero en ser registrado por el STRAAT, el Museo de Arte Urbano de Ámsterdam que pretende preservar el trabajo realizado por artistas urbanos.